# Nuoto ai campionati europei di nuoto 2016 - Staffetta 4x100 metri stile libero maschile
La staffetta 4x100 metri stile libero femminile degli Europei 2016 si è svolta il 16 maggio 2016. Le batterie si sono svolte la mattina, mentre la finale si è svolta la sera dello stesso giorno.

## Medaglie
| Posizione | Oro                                                                          | Argento                                                                   | Bronzo                                                                         |
| --------- | ---------------------------------------------------------------------------- | ------------------------------------------------------------------------- | ------------------------------------------------------------------------------ |
| Paese     | Francia                                                                      | Italia                                                                    | Belgio                                                                         |
| Atleti    | William Meynard Florent Manaudou Fabien Gilot Clément Mignon Lorys Bourelly* | Luca Dotto Luca Leonardi Jonathan Boffa Filippo Magnini Giuseppe Guttuso* | Glenn Surgeloose Jasper Aerents Dieter Dekoninck Pieter Timmers Louis Croenen* |

## Record
Prima della manifestazione il record del mondo (RM), il record europeo (EU) ed il record dei campionati (RC)   erano i seguenti.
| Record mondiale       | 3'08"24 | Stati Uniti | 11 agosto 2008 Pechino, Cina     |
| Record europeo        | 3'08"32 | Francia     | 11 agosto 2008 Pechino, Cina     |
| Record dei campionati | 3'11"64 | Francia     | 18 agosto 2014 Berlino, Germania |

Durante la competizione non sono stati migliorati record.

## Risultati

### Batterie
Le batterie sono state disputate alle 12.07 ora locale.
| Pos. | Batteria | Corsia | Nazione     | Nuotatori | Tempo   | Note |
| ---- | -------- | ------ | ----------- | --- | ------- | ---- |
| 1    | 1        | 1      | Francia     | Clément Mignon (48"88) William Meynard (49"59) Fabien Gilot (48"37) Lorys Bourelly (49"38)                                 | 3'16"22 | Q    |
| 2    | 1        | 3      | Italia      | Luca Dotto (48"40) Giuseppe Guttuso (49"78) Jonathan Boffa (49"07) Luca Leonardi (49"17)                                   | 3'16"42 | Q    |
| 3    | 2        | 2      | Belgio      | Louis Croenen (50"07) Jasper Aerents (48"70) Glenn Surgeloose (48"67) Dieter Dekoninck (49"09)                             | 3'16"53 | Q    |
| 4    | 2        | 8      | Romania     | Marius Radu (49"28) Daniel Macovei (49"43) Alin Coste (49"14) Norbert Trandafir (48"69)                                    | 3'16"54 | Q    |
| 5    | 2        | 6      | Grecia      | Odyssefs Meladinis (49"61) Apostolos Christou (49"26) Christos Katrantzis (49"41) Kristián Goloméev (48"54)                | 3:16.82 | Q    |
| 6    | 2        | 5      | Ungheria    | Péter Holoda (49"58) Krisztián Takács (49"76) Richárd Bohus (48"94) Dominik Kozma (48"87)                                  | 3'17"15 | Q    |
| 7    | 2        | 1      | Spagna      | Aitor Martinez Rodriguez (49"63) Miguel Ortiz-Cañavate (49"09) Bruno Ortiz-Cañavate (50"08) Oskitz Aguilar Urtxegi (49"51) | 3'18"31 | Q    |
| 8    | 1        | 2      | Regno Unito | Robert Renwick (49"78) Benjamin Proud (50.52) Ieuan Lloyd (49"38) Duncan Scott (48"78)                                     | 3'18"46 | Q    |
| 9    | 1        | 7      | Turchia     | Emre Sakci (50"28) Doga Celik (49"40) Iskender Baslakov (50"06) Kemal Arda Gürdal (48"92)                                  | 3'18"66 |      |
| 10   | 1        | 4      | Svezia      | Christoffer Carlsen (49"88) Isak Eliasson (49"06) Robin Andreasson (49"57) Daniel Forndal (50"19)                          | 3'18"70 |      |
| 11   | 1        | 6      | Lituania    | Mindaugas Sadauskas (49"64) Simonas Bilis (48"51) Tadas Duskinas (50"35) Povilas Strazdas (50"28)                          | 3:18.78 |      |
| 12   | 2        | 3      | Polonia     | Paweł Korzeniowski (49.47) Kacper Majchrzak (48.92) Filip Wypych (50.44) Oskar Krupecki (50.38)                            | 3'19"21 |      |
| 13   | 1        | 5      | Israele     | Alexi Konovalov (50"16) Or Sabatier (49"50) Ziv Kalontarov (50"46) Tom Kremer (49"35)                                      | 3'19"47 |      |
| 14   | 2        | 7      | Svizzera    | Alexandre Haldemann (49"87) Erik van Dooren (50"53) Aleksi Schmid (49"85) Nils Liess (50"15)                               | 3'20"40 |      |
| 15   | 2        | 4      | Estonia     | Ralf Tribuntsov (51"39) Andri Aedma (50"62) Kregor Zirk (49"61) Pjotr Degtjarjov (48"90)                                   | 3'20"52 |      |

### Finale
La finale è stata disputata alle 19.26 ora locale.
| Pos. | Corsia | Nazione     | Nuotatori | Tempo   | Note |
| ---- | ------ | ----------- | --- | ------- | ---- |
|      | 4      | Francia     | William Meynard (49"57) Florent Manaudou (47"64) Fabien Gilot (48"26) Clément Mignon (48"01)                         | 3'13"48 |      |
|      | 5      | Italia      | Luca Dotto (48"03) Luca Leonardi (48"47) Jonathan Boffa (49"21) Filippo Magnini (48"58)                              | 3'14"29 |      |
|      | 3      | Belgio      | Glenn Surgeloose (48"75) Jasper Aerents (49"31) Dieter Dekoninck (48"87) Pieter Timmers (47"37)                      | 3'14"30 |      |
| 4    | 2      | Grecia      | Odyssefs Meladinis (49"60) Christos Katrantzis (48"65) Apostolos Christou (48"13) Kristián Goloméev (48"04)          | 3'14"42 |      |
| 5    | 7      | Ungheria    | Péter Holoda (49"91) Krisztián Takács (49"41) Richárd Bohus (48"64) Dominik Kozma (48"59)                            | 3'16"55 |      |
| 6    | 6      | Romania     | Marius Radu (49"08) Robert Glință (49"24) Alin Coste (49"91) Norbert Trandafir (48"85)                               | 3'17"08 |      |
| 7    | 8      | Regno Unito | Robert Renwick (49"79) Duncan Scott (48"31) Ieuan Lloyd (49"70) Benjamin Proud (49"33)                               | 3'17"13 |      |
| 8    | 1      | Spagna      | Markel Alberdi (49"76) Aitor Martinez Rodriguez (49"63) Miguel Ortiz-Cañavate (48"62) Oskitz Aguilar Urtxegi (49"20) | 3'17"21 |      |